# Рид Ричардс (киновселенная Marvel)
Рид Ри́чардс (англ. Reed Richards) — персонаж из медиафраншизы «Кинематографическая вселенная Marvel» (КВМ), основанный на одноимённом супергерое Marvel Comics, широко известном под прозвищем «Ми́стер Фанта́стик» (англ. Mister Fantastic).
Мистер Фантастик в исполнении Педро Паскаля появляется в фильме «Фантастическая четвёрка: Первые шаги» (2025) от Marvel Studios, являющемся частью Шестой фазы КВМ. В картине «Доктор Стрэндж: В мультивселенной безумия» (2022) была представлена альтернативная версия персонажа с Земли-838, роль которой исполнил Джон Красински.

## Создание образа

### Первое появление персонажа
Впервые герой появился в The Fantastic Four #1 (Ноябрь 1961) и был создан сценаристом Стэном Ли и художником Джеком Кирби. Он был одним из главных героев серии комиксов о Фантастической четвёрке. Ли заявил, что персонаж был основан на Пластичном человеке из DC Comics, который не имел своего аналога в Marvel.
Первое появление Рида Ричардса в кино состоялось в так и не вышедшем фильме «Фантастическая четвёрка» Роджера Кормана, где его сыграл Алекс Хайд-Вайт. В дилогии Тима Стори роль Мистера Фантастика исполнил Йоан Гриффит, после чего, в заключительном фильме от студии 20th Century Fox лидер Фантастической четвёрки появился в исполнении Майлза Теллера. 14 декабря 2017 года The Walt Disney Company согласовала сделку в $52,4 млрд по покупке 21st Century Fox, включая права на «Фантастическую четвёрку» от 20th Century Fox. Генеральный директор Disney Боб Айгер заявил, что Marvel Studios планирует интегрировать Фантастическую четвёрку наряду с Людьми Икс и Дэдпулом в свою киновселенную. 20 марта 2019 года сделка в $71,3 млрд была официально закрыта. В июле 2019 года на San Diego Comic-Con президент Marvel Studios Кевин Файги подтвердил, что фильм «Фантастическая четвёрка: Первые шаги» находится в разработке студии на будущие фазы.

### Кастинг и исполнение
Изначально в фильме «Доктор Стрэндж: В мультивселенной безумия» роль Рида Ричардса с Земли-838 должен был исполнить британский актёр Дэниел Крейг, однако тот отказался принять участие из-за вспышки заболеваний, вызванных COVID-19. Также сообщалось, что Крэйг мог исполнить роль Бальдера Храброго, прежде чем последний был заменён в сценарии на Рида Ричардса. Художник по костюмам «Мультивселенной безумия» Грэм Черчьярд заявил, что решение о включение в состав Иллюминатов Мистера Фантастика и Чёрного Грома было принято на поздней стадии производства фильма. Сценарист фильма Майкл Уолдрон назвал Рида Ричардса своим любимым персонажем Marvel и «счёл за честь» прописать его первое появление в рамках «Кинематографической вселенной Marvel». Первоначально сценарист планировал включить Ричардса в сцену после титров, где тот, находясь в Здании Бакстера должен был просматривать события фильма, после чего отматывал видео обратно своей удлинённой рукой.
По словам режиссёра картины Сэма Рэйми, глава Marvel Studios Кевин Файги пригласил Джона Красински присоединиться к проекту, чтобы воплотить мечту фанатов Marvel, которые долгое время хотели видеть Красински в образе Мистера Фантастика. Ранее Красински был одним из главных кандидатов на роль Стива Роджерса / Капитана Америки. По словам Энсона Маунта, исполнителя роли Блэкагара Болтагона / Чёрного Грома, на момент съёмок Красински не заключил контракт с Marvel Studios и отсутствовал на съёмочной площадке во время совместных сцен Иллюминатов, а на месте его персонажа сидел другой актёр.
8 февраля 2024 года на официальном сайте Гильдии актёров США появилась информация, что основную версию Рида Ричардса в КВМ сыграет Педро Паскаль. 14 февраля Marvel Studios подтвердила кандидатуру Паскаля во время объявления ведущих актёров фильма «Фантастическая четвёрка: Первые шаги».

### Визуальные эффекты
Костюм Мистера Фантастика из фильма «Доктор Стрэндж: В мультивселенной безумия» был создан при помощи компьютерной графики. По словам специалиста по визуальным эффектам «Мультивселенной безумия» Джулиана Фодди, смерть Рида Ричардса с Земли-838 была придумана Кевином Файги: «Некто продавил кусок пластеина или Play-Doh через чесночный пресс». Фодди отметил, что при визуализации сцены Мистера Фантастика члены команды были скованы возрастным рейтингом фильма: «Нужно было сделать так, чтобы это выглядело как органический материал, добиться нужного изгиба и баланса в нитях — это была довольно сложная техническая задача, когда они отрывались. Здесь был обман, потому что, если бы вы разорвали настоящего человека подобным образом, было бы много плоти и крови. Конечно, это фильм Marvel, и мы не хотим быть слишком ужасными».

## Альтернативные версии

### Земля-838
Известно, что Рид Ричардс является основателем Фонда Бакстера, членом Фантастической четвёрки, а также отцом двоих детей. Данная версия состоит в рядах Иллюминатов в качестве умнейшего из ныне живущих людей. В прошлом, когда над вселенной нависла угроза Таноса, его товарищ по команде Доктор Стрэндж самонадеянно решил остановить Безумного титана в одиночку, что привело к уничтожению одной из реальностей Мультивселенной. Иллюминатам, в конечном итоге, удалось убить Таноса с помощью книги Вишанти, однако, придя к выводу, что Доктор Стрэндж начал представлять ещё большую угрозу, они приняли решение убить его. Когда на Землю-838 прибывает версия Стрэнджа из иной реальности, идентифицированной как Земля-616, Иллюминаты собираются вместе, чтобы определить судьбу пленённого мага и Америки Чавес. Рид посещает собрание при помощи устройства телепортации. Обсуждение группы прерывает атаковавшая штаб-квартиру Алая Ведьма с Земли-616, которая захватила тело Ванды Максимофф из их мира. Рид пытается образумить Алую Ведьму, воззвав к её родительским инстинктам и рассказав о своих детях, однако Ванда заявляет, что для воспитания им будет достаточно их матери. Затем Ричардс угрожает Ванде силой Чёрного Грома, непреднамеренно раскрыв суть способностей товарища по команде, что приводит к смерти последнего, когда Ванда лишает его рта. Вслед за этим Рид пытается напасть на Ванду самостоятельно, но та задействует магию хаоса, после чего разрывает его тело на ленточки и взрывает голову.

## Критика и влияние
Первое появление Рида Ричардса в рамках «Кинематографической вселенной Marvel» в исполнении Джона Красински сопровождалось оглушительными аплодисментами зрителей кинотеатров. В своём обзоре «Мультивселенной безумия» The Hollywood Reporter поделился «восторгом от появления Джона Красински в фильме Сэма Рэйми в традиционном комиксном костюме Ричардса, доказавшим готовность фанатов принять культовую группу супергероев [Фантастическую четвёрку] на большом экране в „Кинематографической вселенной Marvel“. Образ сработал и потому, что данная версия Ричардса была примечательна не только своим костюмом. Ричардс Красински показал себя мыслящим, сострадательным и хорошо осведомлённым о последствиях своих (и других) действий. Другими словами, он больше похож на Рида Ричардса из Marvel Comics по сравнению с другими киноверсиями персонажа, которые растянули его (без каламбура) в новых направлениях, чтобы соответствовать творческим видениям, противоречащим оригинальной концепции из комиксов». Сэм Адамс из Slate подчеркнул, что альтернативные версии персонажей из «Мультивселенной Безумия» не влияют на «основную реальность Кинематографической вселенной Marvel. Вместо этого появилась возможность вытащить персонажей из коробки с игрушками». Адамс отметил: "Введение Иллюминатов «Мультивселенной» — это не просто фан-сервис, а праздник для фанатов. Взять например Красински, которого Интернет в течение нескольких месяцев хотел видеть в роли Рида Ричардса в предстоящем фильме КВМ «Фантастическая четвёрка: Первые шаги».
С другой стороны, некоторые фанаты КВМ раскритиковали интерпретацию Красински, посчитав актёра неподходящим для роли, а самого персонажа не оправдавшим звание «умнейшего из смертных». Сиддхант Адлаха из Vulture заявил об «отсутствии уверенности в том, что Красински будет возглавлять „Первую семью“ Marvel в последующие годы», отметив, что «цель его камео скорее заключается в том, чтобы успокоить фанатов-теоретиков».

### Товары
После выхода фильма «Доктор Стрэндж: В мультивселенной безумия» Marvel Studios выпустила тематические товары с Иллюминатами, в числе которых была версия Рида Ричардса с Земли-838 в исполнении Джона Красински. Red Wolf выпустила футболку с принтом, изображающим всех членов Иллюминатов. На сайте Etsy продавалась разработанная фанатами игрушка под названием «Остатки Рида Ричардса», воспроизводящая состояние Мистера Фантастика с Земли-838 в момент убийства Алой Ведьмой.